# Lukas Salimi
Lukas Salimi (* 15. April 2002) ist ein deutscher Volleyballspieler.

## Karriere
Salimi spielte in der Jugend beim SV Blau-Weiß Aasee und ab der U16 beim Moerser SC. Mit dem TSC Münster-Gievenbeck und dem TV Hörde trat er in dritten Liga an. In der Saison 2020/21 spielte er mit dem Moerser SC in der zweiten Liga Nord. In der gleichen Liga war der Zuspieler von 2022 bis 2024 beim TuB Bocholt aktiv. 2024 wechselte er zum Erstligisten VC Bitterfeld-Wolfen.